# 针毛新月蕨
针毛新月蕨（学名：Pronephrium hirsutum）为金星蕨科新月蕨属下的一个种。